# Pinarolo Po
Pinarolo Po är en ort och kommun i provinsen Pavia i regionen Lombardiet i Italien. Kommunen hade 1 685 invånare (2018).